# Richterrat
Der Richterrat ist in Deutschland die Personalvertretung der Richter für die Beteiligung an allgemeinen und sozialen Angelegenheiten ihres Gerichts.
Für die Gerichte des Bundes finden sich Regelungen über den Richterrat in den §§ 49–60 des Deutschen Richtergesetzes (DRiG). Seine Aufgaben, Befugnisse und Pflichten richten sich nach dem Bundespersonalvertretungsgesetz. Die Mitglieder, am Bundesgerichtshof und beim Bundespatentgericht fünf, bei anderen Bundesgerichten drei, werden ebenso wie eine gleiche Zahl von Stellvertretern auf vier Jahre gewählt.
Für die Gerichte der Länder schreibt das DRiG als Rahmengesetz ebenfalls die Bildung von Richterräten vor (§§ 72 ff. DRiG). Die Regelung im Einzelnen ist damit den Ländern in entsprechenden Landesgesetzen überlassen.
Für Bayern beispielsweise sind die Richterräte in Art. 18–34 des Bayerischen Richter- und Staatsanwaltsgesetzes (BayRiStAG) geregelt. Ein Richterrat ist an Gerichten zu bilden, bei denen in der Regel wenigstens drei Richter beschäftigt sind. Der Richterrat wird von den Richtern aus ihrer Mitte in geheimer Wahl für eine Amtszeit von 5 Jahren gewählt. Je nach Größe des Gerichts besteht der Richterrat aus mindestens einem und höchstens sieben Mitgliedern. Für die Befugnisse und die Pflichten der Richterräte gelten die Vorschriften des Bayerischen Personalvertretungsgesetzes entsprechend.
Für die anderen Bundesländern der Bundesrepublik Deutschland gibt es in den jeweiligen Richtergesetzen vergleichbare Regelungen.